# Can Bosch d'Anoia
Can Bosch d'Anoia és una obra del municipi de Subirats (Alt Penedès) inclosa en l'Inventari del Patrimoni Arquitectònic de Catalunya.

## Descripció
Gran casal i molí paperer, situat vora l'Anoia. La masia ha estat completament reformada; la façana és de composició simètrica, amb la porta allindanada i balcons als dos pisos, amb cornisa motllurada i semicercle al coronament. Té un jardí i diversos edificis agrícoles annexos. El molí, que ja no és en ús, ha estat molt desfigurat; aquest està compost de soterrani, planta baixa i dos pisos, amb una teulada a dues aigües. Les obertures superiors formen galeries d'arc rebaixat.

## Història
L'origen del nucli urbà és del segle xviii, quan s'estableix a la vora del riu Anoia un molí paperer. La masia és anterior a aquesta data, però ha sofert moltes reformes. Al segle xiv s'anomenava Mas Carbons, i pertanyia a la capella de Santa Maria de Vilarnau, situada en un meandre del riu Anoia, més avall de la confluència amb el Lavernó. Es coneix que al juny de 1523, el procurador de l'abadia de Sant Pere de les Puel·les, hi fa un establiment, un precari a favor de Llorenç Bosch, pagès de la parròquia de Sant Pere de Subirats, dels Masos Suriol del camp de Corbins.